# Fan disc
Un fan disc (quelquefois nommé fandisk ou simplement abrégé en FD) est un paquet de contenu supplémentaire, généralement publié par une société de jeux après le lancement réussi de l'un de ses titres. Le contenu des fan disc varie, mais comprend souvent de nouvelles images, de la musique, des mini-jeux et des informations diverses liées au jeu original. Parfois, les disques de fans comporteront également des jeux entièrement nouveaux afin d'étendre l'histoire du titre original ; Cependant, ceux-ci sont rarement considérés comme de véritables suites, représentant souvent des événements d'une importance mineure pour l'histoire et étant considérablement courts. Alternativement, il n'est pas rare que de tels jeux présentent des scénarios « que se passerait-il si... », qui rappellent certains événements du point de vue d'un personnage différent ou modifie le contexte dans lequel le casting original doit évoluer.
Les visual novels érotique reçoivent fréquemment des fan disc. Étant donné que la plupart des visuals novels représentent des histoires autonomes justifient rarement des séquelles, ce genre particulier emploie notoirement des disques de fans comme un moyen d'explorer des paramètres préétablis et de profiter de la popularité du jeu original. Parfois, un fan disc est réalisé en compilation de deux jeux distincts mais semblables, visant à servir de lien entre eux (la série Come See Me Tonight étant un exemple). En raison de leur nature, cependant, les fan disc se font rarement traduire autant par des fans que par des professionnels, même parmi ceux basés sur des titres acclamés par la critique : comme leur contenu n'est pas nécessaire à la jouissance de l'œuvre originale, la plupart des groupes de traduction actifs préfèrent passer à d'autres projets impliquant des jeux complets, en particulier si des suites officielles ont été distribuées.
La traduction de Tsukihime's PLUS-disc de mirror moon ou la première traduction officielle en anglais du fan disc d'Edelweiss de MangaGamer Edelweiss Eiden Fantasia sont des exemples notables de projets de haute qualité dédiés à rendre les fan discs accessibles au public qui n'est pas familier à la langue japonaise.